# طوماش ويزنر
طوماش ويزنر (بالتشيكية: Tomáš Wiesner) هو لاعب كرة قدم تشيكي، ولد في 17 يوليو 1997. شارك مع منتخب جمهورية التشيك تحت 21 سنة لكرة القدم. أما مع النوادي، فقد لعب مع سبارتا براغ.

## وصلات خارجية
- طوماش ويزنر على موقع قاعدة بيانات كرة القدم.إي يو (الإنجليزية)
- طوماش ويزنر على موقع ناشيونال فوتبول تيمز (الإنجليزية)
- طوماش ويزنر على موقع Soccerbase.com (لاعب) (الإنجليزية)
- طوماش ويزنر على موقع Soccerway.com (الإنجليزية)
- طوماش ويزنر على موقع عالم كرة القدم.نت (الإنجليزية)